# Опсет, Силье
Силье Опсет (норв. Silje Opseth; род. 28 апреля 1999 года, Бускеруд, Норвегия) — норвежская прыгунья с трамплина, трёхкратный призёр чемпионатов мира в женских и смешанных командах.

## Спортивная карьера
Свою профессиональную спортивную карьеру прыгуньи с трамплина на международном уровне Силье Опсет начала в сезоне 2014/15 в рамках Континентального Кубка: 12 и 13 декабря 2014 года в Нутоддене она заняла 43 и 38 места, однако уже на следующем этапе, состоявшемся в Фалуне в январе 2015 года, дважды вошла в десятку сильнейших, показав 5 и 7 результаты. На юниорском чемпионате мира 2015 года в индивидуальных соревнованиях Опсет заняла 6 место.
Дебют на Кубке мира для норвежки состоялся в декабре 2015 года: на этапе в Лиллехаммере она финишировала 37-й. По итогам сезона 2015/16 лучшим её результатом стало 18 место, показанное на заключительном этапе в Лахти, и 40 место в общем зачёте Кубка мира. На чемпионате мира среди юниоров 2016 года в индивидуальной дисциплине заняла 11 место, а в соревнованиях смешанных команд в четвёрке с Анной Удине Стрём, Мариусом Линнвиком и Халвором Эгнером Гранерудом стала 4-й.

## Результаты

### Олимпийские игры
| Олимпийские игры | Возраст | Нормальный трамплин | Нормальный трамплин, смешанная команда |
| ---------------- | ------- | ------------------- | -------------------------------------- |
| 2018 Пхёнчхан    | 18      | 16                  | н/д                                    |
| 2022 Пекин       | 22      | 6                   | 8                                      |

### Чемпионаты мира
| Чемпионат мира  | Возраст | Нормальный трамплин | Большой трамплин | Командное первенство | Смешанные команды |
| --------------- | ------- | ------------------- | ---------------- | -------------------- | ----------------- |
| 2017 Лахти      | 17      | 31                  | н/д              | н/д                  | 5                 |
| 2019 Зефельд    | 19      | 11                  | н/д              | 3                    | —                 |
| 2021 Оберстдорф | 21      | 6                   | 5                | 3                    | 2                 |

### Кубок мира
Результаты сезонов
| Сезон | Возраст | Общий зачёт | Зачёты туров | Зачёты туров      | Зачёты туров   |
| Сезон | Возраст | Общий зачёт | Raw Air      | Lilehammer Triple | Blue Bird Tour |
| ----- | ------- | ----------- | ------------ | ----------------- | -------------- |
| 2016  | 16      | 40          | н/д          | н/д               | н/д            |
| 2017  | 17      | 51          | н/д          | н/д               | н/д            |
| 2018  | 18      | 20          | н/д          | 19                | н/д            |
| 2019  | 19      | 16          | 11           | 21                | 12             |
| 2020  | 20      | 10          | 2            | н/д               | н/д            |
| 2021  | 21      | 4           | н/д          | н/д               | 4              |